# Rushford Village
Rushford Village és una població dels Estats Units a l'estat de Minnesota. Segons el cens del 2000 tenia 714 habitants.

## Demografia
Segons el cens del 2000, Rushford Village tenia 714 habitants, 264 habitatges, i 214 famílies. La densitat de població era de 8,3 habitants per km².
Dels 264 habitatges en un 34,1% hi vivien nens de menys de 18 anys, en un 73,9% hi vivien parelles casades, en un 5,7% dones solteres, i en un 18,6% no eren unitats familiars. En el 15,9% dels habitatges hi vivien persones soles el 7,6% de les quals corresponia a persones de 65 anys o més que vivien soles. El nombre mitjà de persones vivint en cada habitatge era de 2,7 i el nombre mitjà de persones que vivien en cada família era de 3.
Per edats la població es repartia de la següent manera: un 27,7% tenia menys de 18 anys, un 5,7% entre 18 i 24, un 26,5% entre 25 i 44, un 27,2% de 45 a 60 i un 12,9% 65 anys o més.
L'edat mediana era de 39 anys. Per cada 100 dones de 18 o més anys hi havia 102,4 homes.
La renda mediana per habitatge era de 43.125 $ i la renda mediana per família de 50.156 $. Els homes tenien una renda mediana de 36.000 $ mentre que les dones 20.673 $. La renda per capita de la població era de 18.042 $. Entorn del 5,1% de les famílies i el 8% de la població estaven per davall del llindar de pobresa.

## Poblacions més properes
El següent diagrama mostra les poblacions més properes.